# Deuterosminthurus quadrangulatus
Deuterosminthurus quadrangulatus is een springstaartensoort uit de familie van de Bourletiellidae. De wetenschappelijke naam van de soort is voor het eerst geldig gepubliceerd in 1970 door Loksa & Bogojevic.